# Quintas (Paderne)
Quintas o San Esteban de Quintas (llamada oficialmente Santo Estevo de Quintas) es una parroquia española del municipio de Paderne, en la provincia de La Coruña, Galicia.

## Entidades de población
Entidades de población que forman parte de la parroquia:
- A Veliña
- Barreiro (O Barreiro)
- Caxiao
- Costa (A Costa)
- Couto (O Couto)
- Lameira (A Lameira)
- Loibo (O Loibo)
- Pazo (O Pazo)
- Sanín
- Veloz[5] (Velón)
- Vilar (O Vilar)

## Demografía
| Gráfica de evolución demográfica de Quintas entre 2000 y 2019 |
|                                                               |
| Datos según el nomenclátor publicado por el INE.              |